# Trehörningen (Malungs socken, Dalarna)
Trehörningen är en sjö i Malung-Sälens kommun i Dalarna och ingår i Göta älvs huvudavrinningsområde. Sjön har en area på 0,0659 kvadratkilometer och ligger 300,4 meter över havet.

## Delavrinningsområde
Trehörningen ingår i det delavrinningsområde (667341-140201) som SMHI kallar för Utloppet av Fjällrämmen. Medelhöjden är 356 meter över havet och ytan är 36,46 kvadratkilometer. Räknas de 4 avrinningsområdena uppströms in blir den ackumulerade arean 105,79 kvadratkilometer. Eriksdalsälven (Upprämmsälven) som avvattnar avrinningsområdet har biflödesordning 3, vilket innebär att vattnet flödar genom totalt 3 vattendrag innan det når havet efter 415 kilometer. Avrinningsområdet består mestadels av skog (85 procent). Avrinningsområdet har 3,35 kvadratkilometer vattenytor vilket ger det en sjöprocent på 9,2 procent.